# Gastón V de Bearne

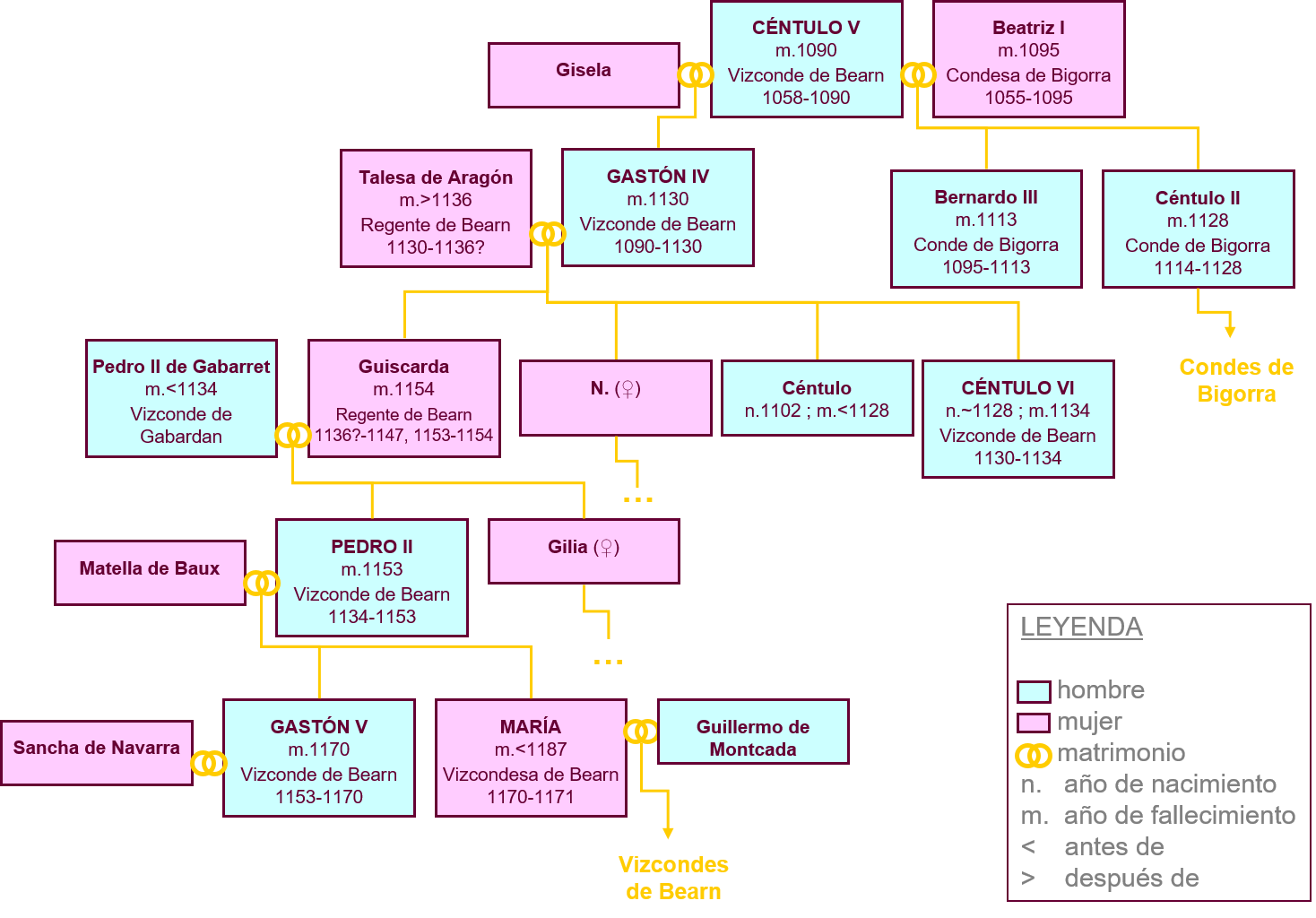
Árbol genéalogico de Gastón V.

Gastón V fue vizconde de Bearne, de Gabardan y de Brulhois desde 1154 hasta su muerte en 1170.
Muerto su padre Pedro en 1153, Gastón heredó el título de vizconde siendo todavía niño. Fue nombrada regente su abuela Guiscarda pero ésta también falleció en 1154, lo cual llevó a las asambleas bearnesas a ponerlo bajo la tutela de Ramón Berenguer IV, príncipe de Aragón y conde de Barcelona (homenaje de Canfranc de 1154). De esta manera el vizcondado de Bearne, hasta entonces principado cuasi-independiente y aliado de Aragón, pasaba a ser un vasallo de la Corona de Aragón.
Ya mayor, casó hacia 1165 con Sancha Garcés, hija de García VI Ramírez, rey de Navarra, y de Urraca la Asturiana, hija natural de Alfonso VII de León y de Castilla. Ingresó monje en la Orden de San Juan y murió sin descendencia antes del 30 de abril de 1170. Le sucedió su hermana María de Bearne.

| Predecesor: Pedro II | Vizconde de Bearne 1154 - 1170 | Sucesor: María de Bearne |